# Helen OS
HelenOS és un sistema operatiu basat en un disseny de micronucli multiservidor. El codi font de HelenOS està escrit en C i publicat sota la llicència BSD-3-Clause.
El sistema es descriu com un "sistema operatiu de codi obert per al desenvolupament de la investigació".
El micronucli gestiona la multitasca, la gestió de la memòria i la comunicació entre processos. També proporciona fils basats en el nucli i admet el multiprocessament simètric.
Els sistemes de fitxers, les xarxes, els controladors de dispositius i la interfície gràfica d'usuari, típics del disseny de micronucli, estan aïllats entre si en una col·lecció de components d'espai d'usuari que es comuniquen mitjançant un bus de missatges.
Cada procés (anomenat tasca) pot contenir diversos fils (programats preventivament pel nucli) que, al seu torn, poden contenir diverses fibres programades de manera cooperativa a l'espai d'usuari. Els controladors del dispositiu i del sistema de fitxers, així com altres serveis del sistema, s'implementen mitjançant una col·lecció de tasques d'espai d'usuari (servidors), creant així la naturalesa multiservidor d'HelenOS.
Les tasques es comuniquen mitjançant HelenOS IPC, que està orientat a connexió i és asíncron. Es pot utilitzar per enviar missatges petits de mida fixa, blocs de bytes o per negociar l'intercanvi de memòria. Els missatges es poden reenviar sense copiar dades massives ni assignar memòria a l'espai d'adreces de les tasques dels intermediaris.